# جیسون بلک
جیسون بلک (انگلیسی: Jason Black؛ زادهٔ ۱۵ اوت ۱۹۷۲) یک تکواندوکار اهل ایالات متحده آمریکا است. وی بین سال‌های ۲۰۰۰ تا ۲۰۰۷ میلادی فعالیت می‌کرد.